# International Union of Soil Sciences
Die International Union of Soil Sciences (IUSS, deutsch Internationale Vereinigung der Bodenwissenschaften) ist eine am 19. Mai 1924 als International Society of Soil Science (ISSS) gegründete wissenschaftliche Gesellschaft für Bodenkunde. Die Umbenennung von ISSS zu IUSS erfolgte 1998.  Die Vereinigung ist Mitglied des International Council for Science (ICSU).  Regelmäßig (mittlerweile alle vier Jahre) richtet die IUSS an wechselnden Orten den bodenkundlichen Weltkongress World Congress of Soil Science (WCSS) aus. Der 20. WCSS fand 2014 in Jeju-si (Südkorea) statt, der Kongress 2018 in Rio de Janeiro, der Kongress 2022 in Glasgow. Die nächsten Kongresse sind 2026 in Nanjing und 2030 in Toronto geplant.
Dem Verein gehören fast 90 nationale sowie regionale Gesellschaften weltweit an, die insgesamt etwa 55.000 Wissenschaftler der Bodenkunde vertreten. Im deutschsprachigen Raum gehören der IUSS die Deutsche Bodenkundliche Gesellschaft (DBG), die Österreichische Bodenkundliche Gesellschaft (ÖBG) und die Bodenkundliche Gesellschaft der Schweiz (BGS) an.
Publikationsorgan ist das zweimal im Jahr erscheinende IUSS Bulletin. Außerdem werden monatlich die IUSS Alerts versandt.